# Martha Jefferson Randolph
Martha Jefferson Randolph (n. 27 septembrie 1772 - d. 10 octombrie 1836) a fost fiica lui Thomas Jefferson, Președinte al Statelor Unite ale Americii. S-a căsătorit cu Thomas Mann Randolph, Jr., politician și guvernator al Virginiei (1819–1822), cu care a avut 12 copii.